# Josep de Caralt i Sala
Josep de Caralt i Sala   (Barcelona, 1862 - Sant Andreu de Llavaneres, 1944) fou un industrial i polític català, primer comte de Caralt.

## Biografia
Fill de Delmir de Caralt i Matheu (1835-1914) i de Filomena Sala i Tió (1840-1923), pertanyia a una família de comerciants originaris de Mataró que van crear la primera fàbrica moderna de fibra de cànem al Baix Segura. L'any 1885 es casà amb Montserrat Fradera Gal amb qui tingué tres fills. Va exercir com a professor a l'Escola d'Enginyers Industrials de Barcelona. Va començar la seva carrera militant a la Lliga Regionalista, partit amb el qual va donar suport el 1915 al Manifest de les Zones Franques, que va acabar per abandonar malcontent amb la seva política autonomista i va passar al Partit Liberal Fusionista després de signar, el 1919, el Manifest Monàrquic, document en què diversos polítics catalans espanyolistes mostraven la seva oposició a l'autonomia regionalista.
Fou ministre de Finances entre el 2 de març i el 22 de març de 1918 en un govern que presidí Manuel García Prieto i el 1919 va passar al Senat espanyol en tant que senador vitalici.
Durant la Dictadura de Primo de Rivera pertanyé a la Unió Monàrquica Nacional i a l'esclat de la Guerra Civil va donar suport a l'alçament militar contra el govern de la Segona República.
El rei Alfons XIII li atorgà el 1916 el títol de comte de Caralt i el 1917 també fou president de Foment del Treball.